# Eremaeozetes spathulatus
Eremaeozetes spathulatus är en kvalsterart som beskrevs av Balogh 1968. Eremaeozetes spathulatus ingår i släktet Eremaeozetes och familjen Eremaeozetidae. Inga underarter finns listade i Catalogue of Life.